# Średniowieczny port w Pucku
Średniowieczny port w Pucku – port morski u ujścia rzeki Płutnicy do Zatoki Puckiej funkcjonujący z przerwami od IX do XIV w. Współcześnie teren dawnego portu jest zatopiony wodami Zatoki Puckiej i stanowi podwodne stanowisko archeologiczne.
Najstarszy port powstał, na terenach już wcześniej zasiedlonych przez człowieka, prawdopodobnie u schyłku IX w. n.e. i był wykorzystywany jeszcze co najmniej w połowie X w. Składał się z nabrzeży (przypuszczalnie dwóch), pomostu długości 60 m odchodzącego prostopadle od brzegu i łączącego się z paroma równoległymi do linii brzegowej pomostami w głębi morza. Największy z nich przekraczał 100 m długości. Pomosty były wykonane z drewna, a nabrzeża wzmocnione faszyną.
Kolejny port założono na wschód od poprzedniego w drugiej połowie XII w. Udokumentowano obecność pomostu i nabrzeża w postaci zewnętrznej i wewnętrznej ściany z drewnianych bali oraz wypełnienia zajmującego przestrzeń między obiema ścianami. Za ścianą wewnętrzną wzniesiono wał.
Najmłodszy port zbudowano, na wschód od tego z XII w., u schyłku XIII w. i funkcjonował on do połowy XIV w. Był mniejszy od poprzednich. Zachowały się pozostałości równoległego do linii brzegowej drewnianego pomostu i basenu portowego.
W późniejszym okresie port nie był wykorzystywany, a ponieważ poziom morza w Zatoce Puckiej stale się podnosił (w XII w. był niższy od tego z początków XXI w. o 0,7 m), to tereny portowe zostały zalane. Jako potencjalne przyczyny porzucenia portu w połowie XIV w. podaje się przeniesienie lokalizacji Pucka po zajęciu tych terenów przez Krzyżaków, spalenie się osady portowej (w osadach z tego okresu znaleziono liczny węgiel drzewny, wskazujący na pożar) lub pogarszanie się warunków klimatycznych w I poł. XIV w., co miało skutkować zwiększeniem intensywności sztormów i ochłodzeniem.
Zatopione pozostałości portów odkryto w roku 1977. Badania archeologiczne prowadzili tu początkowo pracownicy puckiej Stacji Wiedzy o Regionie, a później Centralnego Muzeum Morskiego i Uniwersytetu Mikołaja Kopernika w Toruniu.
Badania ustaliły, że podwodne stanowisko archeologiczne obejmuje powierzchnię 12 ha, z tego do końca 2021 roku dokładnie przebadano połowę. Oprócz pozostałości nabrzeży, pomostów i innych tego typu budowli znaleziono też wraki czterech drewnianych łodzi z czasów użytkowania portów. Wszystkie mają konstrukcję klepkową, a trzy z nich odkryto w roku 1979:
- Wrak oznaczony jako P-1 z połowy XIV w. interpretowany jest jako pozostałość łodzi przypuszczalnie używanej w celach przewozu towarów, o pierwotnej długości pomiędzy ponad 10 m a 12 m, posiadającej ster zawiasowy i klepki łączone żelaznymi nitami. Zachowała się cała stępka i fragment tylnej części łodzi[12].
- Wrak oznaczony jako P-2 z lat 70. X w. interpretowany jest jako pozostałość bardzo wąskiej, długiej łodzi bojowej, o pierwotnej długości do 20 m i szerokości do 2,5 m. Miała ona przynajmniej jeden maszt na żagiel. Cechy jej konstrukcji są bardzo zbliżone do łodzi bojowych Skandynawów[13], choć ma też cechy typowe dla szkutnictwa słowiańskiego[14]. Wrak zachował się stosunkowo dobrze (w ok. 50%[14]) i ma 12 m długości[13]. Badania drewna dębowego z konstrukcji łodzi wskazują, że w przeważającej mierze pochodzi ono z Pomorza Gdańskiego[14].
- Wrak oznaczony jako P-3 z połowy XII w. (po 1156 r.[14]) interpretowany jest jako pozostałość łodzi przypuszczalnie używanej w celach przewozu towarów lub rybołówstwa, o pierwotnej długości do 15 m i szerokości do 3,5 m. Wrak jest zachowany stosunkowo kompletnie (ma 11 m długości), choć bez rufowej części[15]. Całkowitą długość jednostki szacuje się na 16 m, a stopień kompletności na 2/3[16]. Badania drewna dębowego, z którego łódź jest w całości zbudowana wskazują, że pochodzi ono z rejonu na zachód od Szczecina[17][18].

Kolejny wrak, P-5, odkryto w roku 1990. Datowany jest on na połowę XIII w., do końca 2021 r. odsłonięto większą część, długości 10 m i szerokości do 3 m. Jest najlepiej zachowany z dotychczas znanych średniowiecznych wraków z Pucka.
Łodzie P-3 i P-5 wykonano w sposób typowy dla szkutnictwa słowiańskiego.
Oprócz łodzi klepkowych, na badanym podwodnym stanowisku archeologicznym znaleziono dwie dłubanki, obie datowane są na okres sprzed powstania najstarszego z portów średniowiecznych. Jedna (P-4) pochodzi z VIII w., ma 4 m długości i odkryto ją w 1979 roku. Druga, zachowana fragmentarycznie, została wydatowana na przełom IV i V wieku.
Wraki P-2 i P-3 wydobyto i są w kolekcji gdańskiego Muzeum Morskiego, dłubankę P-4 również wydobyto, jednak jest ona w kolekcji muzeum w Pucku, zaś wraki P-1 i P-5 pozostają na stanowisku archeologicznym. Sam obszar średniowiecznego portu w Pucku został w 2014 r. wpisany do rejestru zabytków archeologicznych i jest pierwszym podwodnym stanowiskiem archeologicznym w Polsce w tym rejestrze.
Datowania drewnianych pozostałości portowych i wraków prowadzono głównie metodą dendrochronologiczną, choć wykonywano też datowania radiowęglowe.